# Serbiens håndboldlandshold (damer)
Serbiens håndboldlandshold er det serbiske landshold i håndbold for kvinder. Holdet reguleres af Rukometni savez Srbije og har siden 2021 haft den slovenske træner, Uroš Bregar.
Landsholdets største rivaler er nabolandene Montenegro, Ungarn og Kroatien, foruden de også har haft flere intense opgør mod Danmark.

## Historie
Landsholdet har deltaget i flere internationale mesterskaber, herunder otte verdensmesterskaber og i 12 europamesterskaber. Forinden havde man under Serbien og Montenegro vundet bronzemedaljer ved VM i Italien 2003. Holdet har flere gange haft succes i toppen af international håndbold og var i årene 2012-2013 blandt den absolutte verdenstop.

### Gennembruddet
Holdet spillede EM i håndbold 2012 på hjemmebane, efter de oprindelige værter fra Holland havde trukket sig. Alligevel storspillede holdet ved slutrunden og nåede EM-semifinalen for første gang, siden landets selvstændighed i 2006. Holdet slog blandt andet storhold som Danmark, Frankrig og Tjekkiet i deres vej mod semifinalerne, hvor de dog tabte naborivalerne fra Montenegro med stillingen 27–26. Bronzekampen tabte man også efter forlænget spilletid til Ungarn 41–38. Ved slutrunden markerede en række topspillere sig for første gang på den internationale scene, herunder målvogter Katarina Tomašević, playmaker Andrea Lekić og back Sanja Damnjanović. De to sidstnævnte blev desuden udtaget til turneringens officielle All-Star hold.
Året efter, afholdte var man igen værter for en international slutrunde. Denne gang VM i håndbold 2013, hvor det desuden var første gang holdet havde kvalificeret sig til en VM-slutrunde. Her var man blandt turneringens outsidere til at tage trofæet. I gruppespillet storspillede man og vandt fire ud af fem kampe, ved bl.a. at slå Danmark igen og Japan. I ottendedelsfinalerne slog man, efter en tæt kamp, en af turneringens andre boblere fra Sydkorea med 28–27. Kvartfinalen var alligevel holdets hidtil største præstation, da man slog de forsvarende verdensmestre fra Norge med cifrene 28–25. Polen blev
sikkert slået i semifinalen med 24–18, hvor begge hold havde nået en VM-semifinale for første gang.

### VM-finalen
I finalen ventede Brasilien, der også havde kvalificeret sig til en VM-finale for første gang. De selvsamme brasilianerne havde i gruppespillet slået serberne, hvorved de også vandt gruppen. Finalen blev spillet i Kombank Arena og blev overværet af 19.467 tilskuere.
Finalekampen startede med en tidlig føring på 3-1 for brasilianerne, men serberne svarede hurtigt igen for at udligne resultatet og efterfølgende tage en føring på 8-6. De serbiske spillere havde den sidste føring i kampen ved 10-9, før brasilianerne vandt en periode på 4-0, så pausestillingen lød 13-11. I anden halvleg scorede brasilianerne tre mål i træk og udbyggede derved føringen på fem mål til 16-11.. Serberne gav ikke op og formåede at reducere deres modstanders komfortable føring til kun ét enkelt mål.
En af drivkræfterne bag comebacket var målvogteren Katarina Tomašević, der reddede to straffekast på et minut. Finalen var helt lige med cifrene 19-19, fire minutter før tid. Brasilien scorede for at tage føringen, med blev hurtigt svaret igen med scoring fra stjernen Andrea Lekić. Det brasilianske hold tog alligevel føringen igen, og efter Dragana Cvijić brændte et afgørende skud, sørgede Ana Paula Rodrigues for at afgøre kampen og sætte det endelige resultat til 22-20. Brasilien blev det første sydamerikanske land, der vandt verdensmesterskabet i kvindehåndbold, og kun det andet ikke-europæiske land (efter Sydkorea). Serberne vandt VM-sølv for første gang, hvor stregspiller Dragana Cvijić og Sanja Damnjanović var at finde på All-Star holdet.

### Nedgang og uro
Den efterfølgende slutrunde ved EM i Ungarn og Kroatien i 2014, skuffede serberne, i det de allerede i den indledende runde røg ud med 0 sejre. Holdet endte som nummer 15 ud af 16 hold, hvilket var det dårligste resultatet hidtil.
I marts 2015 gjorde landsholdets fire allerstørste spillere i Damnjanović, Cvijić, Lekić og Tomašević oprør mod den kontroversielle landstræner Saša Bošković, da de var utilfredse med hans arbejde. Eftersom deres ønske om at afskedige landstræneren ikke mødte opbakning fra forbundet, valgte disse spillere ikke at stille sig til rådighed ved VM i Danmark 2015. Holdet udenom disse spillere, valgte alligevel at spille og støtte landstræneren. Holdet skuffede dog igen ved at røge ud til Holland i ottendedelsfinalen. Bošković blev efterfølgende afskediget i februar 2016, grundet disse resultater.
Først ved VM i 2017 i Tyskland, vendte de førnævnte stjerner tilbage på holdet under den nye træner Ljubomir Obradović. Her storspillede man og vandt sin gruppe over storhold som Holland, Sydkorea og værtslandet Tyskland. Ikke desto mindre mødte man de evige rivaler fra Montenegro, der slog holdet ud af turneringen med 31–29. Fremme ved VM i 2019 i Japan var holdet igen storspillende, men tabte alligevel til overmagterne fra Norge og Holland i gruppespillet. I mellemrunden genvandt man tilliden og vandt over Sydkorea og Tyskland. I den sidste kamp spillede man en direkte kamp om kvalifikation til Sommer-OL 2020 i Tokyo mod Danmark. Kampen endte 26–26, hvilket var nok til at sikre kvalifikationen og dermed sende danskerne ud af VM-turneringen. Holdet tabte desuden kampen om 5. pladsen til Montenegro og sluttede derved som nummer 6.
Holdet skuffede herefter til OL-kvalifikationen mod Rusland og Ungarn, hvilket var starten på landsholdets nedtur. De efterfølgende EM-slutrunder i Danmark i 2020 og EM i 2022, nåede man ikke videre fra gruppespillet og sluttede her som henholdsvis nummer 13 og senere nummer 15. Holdet havde imidlertid gennemgået et generationskifte, hvor flere af de etablerede stjerner havde stoppet eller udeladt at spille. I stedet trådte andre spillere som Tamara Radojević, Kristina Liščević og Jovana Stoiljković i karakter og sikrede en tilfredstillende 12. plads ved VM i Spanien 2021.

## Resultater

### EM
- 2000: 7.-plads
- 2002: 6.-plads
- 2004: 12.-plads
- 2006: 14.-plads
- 2008: 13.-plads
- 2010: 14.-plads
- 2012: 4.-plads
- 2014: 15.-plads
- 2016: 9.-plads
- 2018: 11.-plads
- 2020: 13.-plads

### VM
- 2001:  Bronze
- 2003: 9.-plads
- 2013:  Sølv
- 2015: 16.- plads
- 2017: 9.-plads
- 2019:: 6.-plads
- 2021:: 12.-plads
- 2023: 21.-plads

## Nuværende trup
Nuværende trup til: VM i håndbold 2023 i Danmark/Norge/Sverige.
Cheftræner:  Uroš Bregar
| Nr. | Navn                  | Position      | Kampe | Mål | Klub                          |
| --- | --------------------- | ------------- | ----- | --- | ----------------------------- |
| 1   | Marija Simić          | Målvogter     | 5     | 0   | ŽORK Jagodina                 |
| 2   | Sanja Radosavljević   | Venstre fløj  | 90    | 244 | Kristianstad Handboll         |
| 3   | Teodora Veličković    | Venstre back  | 5     | 6   | ŽRK Naisa                     |
| 4   | Teodora Majkić        | Playmaker     | 5     | 11  | RK Crvena zvezda              |
| 7   | Aleksandra Vukajlović | Playmaker     | 41    | 54  | CS Minaur Baia Mare           |
| 8   | Tamara Mandić         | Venstre back  | 0     | 0   | ŽRK Medicinar                 |
| 11  | Marija Laništanin     | Højre back    | 19    | 31  | Békéscsabai Előre NKSE        |
| 14  | Edita Nuković         | Stregspiller  | 8     | 15  | SV Union Halle-Neustadt       |
| 15  | Anđela Janjušević     | Højre back    | 66    | 158 | CS Rapid București            |
| 22  | Jovana Jovović        | Venstre back  | 23    | 49  | Debreceni VSC                 |
| 24  | Tijana Simić          | Højre fløj    | 0     | 0   | RK Crvena zvezda              |
| 25  | Aleksandra Stamenić   | Venstre fløj  | 14    | 12  | RK Crvena zvezda              |
| 27  | Molli Kubina          | Målvogter     | 0     | 0   | Alba Fehérvár KC              |
| 29  | Nataša Lovrić         | Højre fløj    | 13    | 17  | ŽRK Zelezničar                |
| 31  | Katarina Bojicić      | Stregspiller  | 12    | 18  | SCM Craiova                   |
| 34  | Dunja Radević         | Højre fløj    | 5     | 8   | ŽRK Budućnost Podgorica       |
| 36  | Emilija Lazić         | Stregspiller  | 0     | 0   | HC Zalău                      |
| 92  | Jovana Milojević      | Stregspilller | 39    | 32  | MKS Zagłębie Lubin            |
| 99  | Marija Čolić          | Målvogter     | 29    | 1   | OGC Nice Côte d'Azur Handball |

## Kendte spillere
- Andrea Lekić
- Bojana Popović
- Dragana Cvijić
- Tanja Milanović
- Katarina Bulatović
- Sanja Damnjanović
- Katarina Krpež Slezak
- Maja Savić
- Kristina Liščević
- Katarina Tomašević